# Franz Stocher
Franz Stocher (né le 23 mars 1969) est un coureur cycliste autrichien. Spécialiste de la piste, il a notamment été champion du monde de la course aux points en 2003 à Stuttgart.

## Palmarès

### Championnats du monde
- Palerme 1994
  -  Médaillé de bronze de la course aux points

- Manchester 2000
  -  Médaillé de bronze de la course aux points

- Anvers 2001
  -  Médaillé de bronze de la course aux points

- Copenhague 2002
  -  Médaillé d'argent de l'américaine
  -  Médaillé d'argent de la course aux points

- Stuttgart 2003
  -  Champion du monde de la course aux points

### Coupe du monde
- 1999
  - 3e de l'américaine à San Francisco
  - 3e de la course aux points à San Francisco

- 2002
  - 1er de l'américaine à Moscou (avec Roland Garber)

- 2004
  - 2e de l'américaine à Moscou
  - 3e de l'américaine à Américaine

### Championnats nationaux
| - 1997 - Champion d'Autriche de course aux points - 1998 - Champion d'Autriche de course aux points - 2e du championnat d'Autriche de poursuite - 3e du championnat d'Autriche de vitesse - 3e du championnat d'Autriche du kilomètre - 2000 - Champion d'Autriche de course aux points - 3e du championnat d'Autriche de poursuite | - 2001 - Champion d'Autriche de l'américaine (avec Roland Garber) - Champion d'Autriche de course aux points - 2002 - Champion d'Autriche de l'américaine (avec Roland Garber) - Champion d'Autriche de course aux points |  |

## Palmarès sur route
- 1994
  - Vienne-Rabenstein-Gresten-Vienne
- 1996
  - Kirschblütenrennen
- 1998
  - 2e du Grand Prix Vorarlberg
- 2001
  - 2e de Brno-Velká Bíteš-Brno
- 2002
  - GP von Grafenbach

## Distinctions
- Cycliste autrichien de l'année : 2001 et 2003